# MOS Technology 6507
6507 (читается «шесть-пять-ноль-семь» или «шестьдесят-пять-ноль-семь») — 8-битный микропроцессор компании MOS Technology, Inc. Он представляет собой версию микропроцессора 6502 в более дешёвом, 28-выводном DIP корпусе, что упрощает его использование во встраиваемых системах. Снижение числа выводов достигнуто за счёт сокращения шины адреса с 16 до 13 бит и удаления части выводов, которые требуются не во всех применениях.
В результате микропроцессор может адресовать только 8 КБ памяти, что в то время (1975 год) во многих случаях было достаточно. Вся серия процессоров 65xx изначально разрабатывалась для применения в малых, встраиваемых системах, а не в компьютерах общего назначения.
Кристаллы микропроцессоров 6502 и 6507 отличаются только последним слоем металлизации. Этот слой соединяет линии прерывания с источником питания, чтобы предотвратить случайную генерацию прерываний из-за шума. Первые три цифры идентификатора кристалла выполнены на слое кремния, а последняя цифра — на слое металлизации. Эта разница видна на микрофотографиях 6502 и 6507.
Микропроцессор использовался в игровой приставке Atari 2600.

## Дополнительное чтение
- Commodore Semiconductor Group: 6500 Microprocessors, November 1985, p. 11.